# 충청북도의 성 목록
다음은 충청북도에 있는 성들의 목록이다. 
| 성 이름       | 주소                                                | 종류            | 둘레   | 축성 시기 | 비고                                        |
| ------------- | --------------------------------------------------- | --------------- | ------ | --------- | ------------------------------------------- |
| 다락산성      | 충청북도 괴산군 소수면 아성리                       | 토성            | 324m   | 백제      |                                             |
| 미륵산성      | 충청북도 괴산군 청천면 고성리 산 8-37               | 석성            | 5,100m |           | 4가지 공법으로 축성되었음.                  |
| 주성산성      | 충청북도 보은군 내북면 창리 산 9                    | 테뫼식 석성     |        | 백제      |                                             |
| 노고산성      | 충청북도 보은군 보은읍 산성리 2구 잣미부락 뒷산     |                 |        | 백제      | 백제의 국경으로 삼 년산성과 대치            |
| 삼 년산성     | 충청북도 보은군 보은읍 어암리                       | 포곡식 산성     | 1,700m | 신라      | 사적 235호. 신라의 국경으로 노고산성과 대치 |
| 국사봉산성    | 충청북도 보은군 회남면 금곡리                       | 산봉형 석성     | 268m   | 백제      |                                             |
| 매곡산성      | 충청북도 보은군 회인면 부수리 443                   | 테뫼식 석성     |        | 백제      |                                             |
| 대왕산성      | 충청북도 영동군 학산면 전계리                       | 석성            | 657m   | 백제      |                                             |
| 노고산성      | 충청북도 옥천군 군북면 이백리                       | 산봉형 석성     | 204m   | 백제      |                                             |
| 이백리산성    | 충청북도 옥천군 군북면 이백리 황골                  | 테뫼식 석성     | 169m   | 백제      |                                             |
| 숯고개산성    | 충청북도 옥천군 군북면 자모리                       | 산봉형 석성     | 209m   | 백제      |                                             |
| 곤륜산보루    | 충청북도 옥천군 군서면 사양리 서성골                | 산봉형 석성     | 155m   | 백제      |                                             |
| 성티산성      | 충청북도 옥천군 군서면 은행리, 사양리               | 사모봉형 석성   | 400m   | 백제      |                                             |
| 삼양리토성    | 충청북도 옥천군 옥천읍 삼양리                       | 사모봉형 석성   | 800m   | 백제      |                                             |
| 이성산성      | 충청북도 증평군 증평읍 미암리, 괴산군 도안면 놈아리 | 토성            | 1,411m | 백제      |                                             |
| 대모산성      | 충청북도 진천군 진천읍 성석리 산 1-4                | 토성            | 857m   | 백제      | 충청북도 기념물 83호                        |
| 저산성        | 충청북도 청원군 강내면 저산리                       | 테뫼식 석성     | 260m   | 백제      |                                             |
| 독안산성      | 충청북도 청원군 남이면 산막리 영모정산              | 토석혼축성      | 597m   | 백제      |                                             |
| 장군봉산성    | 충청북도 청원군 문의면 덕유리                       | 토석혼축성      | 308m   | 백제      |                                             |
| 청주 구룡산성 | 충청북도 청원군 문의면 덕유리, 현도면 하석리        | 석성            | 366m   | 백제      |                                             |
| 낭성산성      | 충청북도 청원군 미원면 성대리                       | 테뫼식 석성     | 575m   | 백제      |                                             |
| 낭비성        | 충청북도 청원군 북이면 부연리                       | 복합식 석성     | 774m   | 백제      |                                             |
| 상당산성      | 충청북도 청주시 상당구 산성동 산 28-1               | 포곡식 내탁공법 | 4,200m | 조선      | 임진왜란중인 선조 29년에 수축               |
| 정북동토성    | 충청북도 청주시 상당구 정북동                       | 토성            | 675m   | 백제      |                                             |
| 부모산성      | 충청북도 청주시 흥덕구 비하동                       | 석성            | 1,135m | 백제      |                                             |
| 장미산성      | 충청북도 충주시 가금면 장천리, 가흥리               | 석성            | 2,940m | 백제      |                                             |
| 남산성        | 충청북도 충주시 직동 24-1번지                       |                 |        |           | 지방기념물 31호                             |
| 탄금대토성    | 충청북도 충주시 칠금동 산 1-1                       | 토성            | 400    | 백제      | 지방기념물 4호                              |